# Pelochrista buddhana
Pelochrista buddhana es una especie de polilla perteneciente al género Pelochrista, categorizada en la tribu Eucosmini, de la subfamilia Olethreutinae.

## Distribución
Se distribuye por China.

## Taxonomía
Fue descrita por Kennel en 1919 y publicada por primera vez en Mitt. mnch. ent. Ges. 8(1917-1918): 92.